# Pik Prschewalski
Der Pik Prschewalski (russisch Пик Пржевальского) ist ein Berg im Tian Shan an der Grenze zwischen Xinjiang (VR China) und Kasachstan.

## Lage
Der 6278 m (nach anderen Quellen 6450 m) hohe Pik Prschewalski liegt in der Meridionalkette. 3,25 km westsüdwestlich befindet sich als Dominanz-Bezug der Östliche Schatjor. Im Norden erhebt sich die Mramornaja Stena („Marmorwand“). Der Khan Tengri befindet sich 9,4 km westsüdwestlich des Pik Prschewalski.
Nach Süden zweigt ein kurzer Bergkamm von der Medionalkette ab.
Die Westflanke des Pik Prschewalski bildet das Nährgebiet des Nördlichen Engiltschek-Gletscher. Die Ost- und Südflanken des Pik Prschewalski liegen im Einzugsgebiet des Tugbeltschi-Gletschers.

## Namensherkunft
Der Name des Berges leitet sich von dem russischen Forschungsreisenden Nikolai Michailowitsch Prschewalski ab.

## Nebengipfel
Einen Kilometer nördlich des Pik Prschewalski erhebt sich der 6180 m hohe Pik 100 Jahre Russische Geographische Gesellschaft (⊙) mit einem 5930 m hohen Sattel dazwischen. Weitere 1,44 km nördlich schließt sich ein 6261 m hoher Gipfel (⊙) an, der einen Verzweigungspunkt der Meridionalkette zu einer 25 km langen nach Osten verlaufenden Gebirgskette bildet. 

## Besteigungsgeschichte
Der Pik Prschewalski wurde im Jahr 1974 erstbestiegen.

## Karten
- Blatt 0/15 Khan Tengri – Tien Shan, Kyrgyzstan, Alpenvereinskarte 1:100.000